# BraeBurn Country Club
BraeBurn Country Club is een countryclub in de Verenigde Staten en werd opgericht in 1931. De club bevindt zich in Houston, Texas. De club heeft een 18-holes golfbaan, dat ontworpen werd door de golfbaanarchitect John Bredemus en in 1999 werd de baan gerenoveerd door Carlton Gipson.

## Golftoernooien
Voor het golftoernooi is de lengte van de baan voor de heren 6225 m met een par van 72. De course rating is 73,1 en de slope rating is 132.
- Houston Open: 1950[5]